# Esmond Harmsworth, 2. Viscount Rothermere
Esmond Cecil Harmsworth, 2. Viscount Rothermere (* 29. Mai 1898; † 12. Juli 1978) war ein britischer Pressemagnat.

## Leben
Als dritter Sohn des Pressemagnaten Harold Harmsworth, 1. Viscount Rothermere geboren, wurde Harmsworth am Eton College erzogen, bevor er im Ersten Weltkrieg als Lieutenant der Royal Marine Artillery diente. Seine beiden älteren Brüder, Harold und Sidney, fielen beide im Krieg.
Nach dem Ende des Krieges nahm Harmsworth an der Pariser Friedenskonferenz 1919 teil, wo er als Aide-de-camp von Premierminister David Lloyd George diente. Im gleichen Jahr wurde er für den Wahlkreis Isle of Thanet in Kent ins House of Commons gewählt; er wurde 1922, 1923 und 1924 wiedergewählt und hatte das Mandat bis 1929 inne.
Im Januar 1920 heiratete er in erster Ehe Margaret Hunam Redhead (1898–1995). Bevor sie 1938 geschieden wurde, gingen aus der Ehe drei gemeinsame Kinder hervor:
- Hon. Lorna Peggy Vyvyan Harmsworth (1920–2014), ⚭ 1941 Sir Edmund McNeill Cooper-Key, MP;
- Hon. Esmé Mary Gabrielle Harmsworth (1922–2011), ⚭ (1) George Baring, 3. Earl of Cromer, ⚭ (2) Reinier Gerrit Anton van der Woude;
- Vere Harmsworth, 3. Viscount Rothermere (1925–1998), ⚭ (1) Patricia Evelyn Beverly Matthews, ⚭ (2) Maiko Joeong-shun Lee.

Ab 1922 übernahm Harmsworth sukzessive die Leitung des Daily Mail and General Trust, da sein Vater sich zunehmend aus dem aktiven Geschäftsleben zurückzog und mehr in der Politik engagierte. Ab 1932 war er auch Vorsitzender von Associated Newspapers, ein Posten, den er bis 1971 innehatte.
1940, beim Tod seines Vaters, erbte er dessen Adelstitel als 2. Viscount Rothermere, 2. Baron Rothermere und 2. Baronet, of Hemsted, sowie den damit verbundenen Sitz im House of Lords. Im Juni 1945 heiratete er in zweiter Ehe Ann Geraldine Mary Charteris (1913–1981), die Witwe von Shane O’Neill, 3. Baron O’Neill; die Ehe blieb kinderlos und wurde 1952 ebenfalls geschieden.
1962 spielte Lord Rothermere eine tragende Rolle in der sogenannten „Nacht der langen Messer“. Bei einem gemeinsamen Abendessen am 12. Juli informierte ihn Innenminister Rab Butler über eine von Premierminister Harold Macmillan geplante größere Kabinettsumbildung. Lord Rothermere ließ am nächsten Tag seine Zeitung Daily Mail unter dem Aufmacher „Mac’s Master Plan“ groß darüber berichten. Macmillan sah sich daraufhin zu einer überstürzten Aktion gezwungen und entließ kurzerhand ein Drittel seiner Kabinettsmitglieder.
1968 heiratete Lord Rothermere in dritter Ehe Mary Murchison († 1993). Mit ihr hatte er einen Sohn: Hon. Esmond Vyvyan Harmsworth (* 1967).
1971 gab er den Vorsitz über Associated Newspapers in die Hände seines älteren Sohnes. 1978 verstarb er im Alter von 80 Jahren.